# Tour der französischen Rugby-Union-Nationalmannschaft nach Rumänien und Australien 1997
| Tour der Franzosen nach Rumänien und Australien 1997 | Tour der Franzosen nach Rumänien und Australien 1997 | Tour der Franzosen nach Rumänien und Australien 1997 | Tour der Franzosen nach Rumänien und Australien 1997 | Tour der Franzosen nach Rumänien und Australien 1997 |
| Übersicht                                            | S                                                    | G                                                    | U                                                    | N                                                    |
| ---------------------------------------------------- | ---------------------------------------------------- | ---------------------------------------------------- | ---------------------------------------------------- | ---------------------------------------------------- |
| Test Matches                                         | 3                                                    | 1                                                    | 0                                                    | 2                                                    |
| Sonstige Spiele                                      | 4                                                    | 3                                                    | 0                                                    | 1                                                    |
| Gesamt                                               | 7                                                    | 4                                                    | 0                                                    | 3                                                    |
|                                                      |                                                      |                                                      |                                                      |                                                      |
| Australien                                           | 2                                                    | 0                                                    | 0                                                    | 2                                                    |
| Rumänien                                             | 1                                                    | 1                                                    | 0                                                    | 0                                                    |

Die Tour der französischen Rugby-Union-Nationalmannschaft nach Rumänien und Australien 1997 umfasste eine Reihe von Freundschaftsspielen der französischen Rugby-Union-Nationalmannschaft. Sie reiste im Juni 1997 durch Rumänien und Australien, wobei sie während dieser Zeit sieben Spiele bestritt. Darunter waren ein Test Match gegen die rumänische und zwei weitere gegen die australische Nationalmannschaft. Während das Spiel gegen die Rumänen gewonnen werden konnten, endeten beide Spiele gegen die Wallabies mit einer Niederlage. Auf dem Programm standen außerdem vier Partien gegen regionale Auswahlteams in Australien, bei denen die Franzosen drei Siege feiern konnten und eine Niederlage hinnehmen mussten.

## Spielplan
- Hintergrundfarbe grün = Sieg
- Hintergrundfarbe rot = Niederlage

(Test Matches sind grau unterlegt; Ergebnisse aus der Sicht Frankreichs)
| # | Datum         | Gegner                | Ort       | Stadion                 | Ergebnis |
| - | ------------- | --------------------- | --------- | ----------------------- | -------- |
| 1 | 01. Juni 1997 | Rumänien              | Bukarest  | Stadionul Dinamo        | 51:20    |
| 2 | 10. Juni 1997 | Victoria              | Melbourne |                         | 65:13    |
| 3 | 13. Juni 1997 | Brumbies              | Canberra  | Canberra Stadium        | 31:22    |
| 4 | 17. Juni 1997 | Queensland Reds       | Brisbane  | Ballymore Stadium       | 34:24    |
| 5 | 21. Juni 1997 | Argentinien           | Sydney    | Sydney Football Stadium | 15:29    |
| 5 | 25. Juni 1997 | Australian Barbarians | Newcastle | Topper Stadium          | 24:26    |
| 6 | 28. Juni 1997 | Argentinien           | Brisbane  | Ballymore Stadium       | 19:26    |

## Test Matches
| 1. Juni 1997 | Rumänien                                                                       | 20 : 51         | Frankreich                                                                                                | Stadionul Dinamo, Bukarest Zuschauer: 5000 Schiedsrichter: Claudio Giacomel (Italien) |
| 1. Juni 1997 | Versuche: Gontineac Radoi Erhöhungen: Nichitean (2) Straftritte: Nichitean (2) | (10:29) Bericht | Versuche: Bernat-Salles (2) Lièvremont Merle Penaud Venditti (2) Viars (2) Erhöhungen: Lamaison (2) Viars | Stadionul Dinamo, Bukarest Zuschauer: 5000 Schiedsrichter: Claudio Giacomel (Italien) |

Aufstellungen:
- Rumänien: Cristian Branescu, Gabriel Brezoianu, Vasile Brici, Tiberiu Brînză, Lucian Colceriu, Florin Corodeanu, Leodor Costea, Vasile Flutur, Adrian Girbu, Romeo Gontineac, Vasile Nedelcu, Neculai Nichitean , Dragos Niculae, Margarit Radoi, Gheorghe Solomie 
 Auswechselspieler: Constantin Dragnea, Christian Gheorghe, Alex Manta, Constantin Stan
- Frankreich: Abdelatif Benazzi , Philippe Bernat-Salles, Olivier Brouzet, Didier Casadeï, David Dantiacq, Raphaël Ibañez, Christophe Lamaison, Marc Lièvremont, Olivier Merle, Fabien Pelous, Alain Penaud, Jean-Luc Sadourny, Frédéric Torossian, Franck Tournaire, David Venditti 
 Auswechselspieler: David Aucagne, Philippe Carbonneau, Marc Dal Maso, David Laperne, Olivier Magne, Sébastien Viars

| 21. Juni 1997 | Australien                                                       | 29 : 15       | Frankreich                                                                   | Sydney Football Stadium, Sydney Zuschauer: 31.572 Schiedsrichter: Clayton Thomas (Wales) |
| 21. Juni 1997 | Versuche: Hardy (2) Erhöhungen: Eales (2) Straftritte: Eales (5) | (6:8) Bericht | Versuche: Bernat-Salles Castaignède Erhöhungen: Dourthe Straftritte: Dourthe | Sydney Football Stadium, Sydney Zuschauer: 31.572 Schiedsrichter: Clayton Thomas (Wales) |

Aufstellungen:
- Australien: Marco Caputo, John Eales , David Giffin, George Gregan, Richard Harry, Tim Horan, Pat Howard, Stephen Larkham, Jason Little, Daniel Manu, Ewen McKenzie, Brett Robinson, Joe Roff, Ben Tune, David Wilson 
 Auswechselspieler: Troy Coker, Mitch Hardy, Sam Payne
- Frankreich: David Aucagne, Abdelatif Benazzi , Philippe Bernat-Salles, Olivier Brouzet, Christian Califano, Philippe Carbonneau, Thomas Castaignède, Marc Dal Maso, Richard Dourthe, Olivier Magne, Olivier Merle, Fabien Pelous, Jean-Luc Sadourny, Franck Tournaire, David Venditti 
 Auswechselspieler: Richard Castel, Sébastien Viars

| 28. Juni 1997 | Australien                                                           | 26 : 19         | Frankreich                                                           | Ballymore Stadium, Brisbane Zuschauer: 24.814 Schiedsrichter: Clayton Thomas (Wales) |
| 28. Juni 1997 | Versuche: Harry Little Tune Erhöhungen: Eales Straftritte: Eales (3) | (20:13) Bericht | Versuche: Castaignède Erhöhungen: Lamaison Straftritte: Lamaison (4) | Ballymore Stadium, Brisbane Zuschauer: 24.814 Schiedsrichter: Clayton Thomas (Wales) |

Aufstellungen:
- Australien: Marco Caputo, Troy Coker, John Eales , David Giffin, George Gregan, Richard Harry, Tim Horan, Pat Howard, Stephen Larkham, Jason Little, Ewen McKenzie, Brett Robinson, Joe Roff, Ben Tune, David Wilson 
 Auswechselspieler: Matt Cockbain, Mitch Hardy
- Frankreich: Abdelatif Benazzi , Philippe Bernat-Salles, Olivier Brouzet, Christian Califano, Philippe Carbonneau, Thomas Castaignède, Marc Dal Maso, Christophe Lamaison, Olivier Magne, Olivier Merle, Fabien Pelous, Alain Penaud, Jean-Luc Sadourny, Franck Tournaire, Sébastien Viars 
 Auswechselspieler: Pierre Bondouy, Marc Lièvremont